# NGC 1809
NGC 1809 ist eine Spiralgalaxie im Sternbild Dorado vom Hubble-Typ Sc am Südsternhimmel, die schätzungsweise 50 Millionen Lichtjahre von der Milchstraße entfernt ist. 
Sie wurde am 24. Dezember 1834 durch John Herschel mit einem Reflektor mit 18,7″ Apertur entdeckt und später von Dreyer im New General Catalogue verzeichnet.

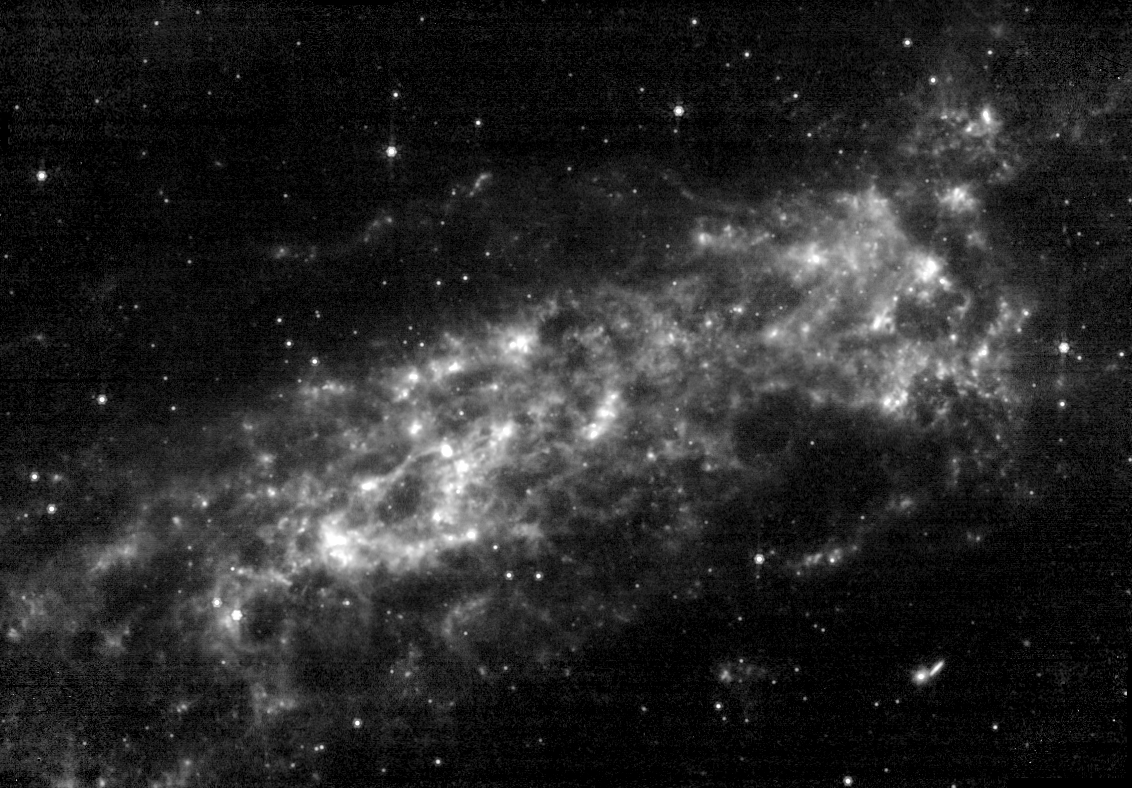
MIRI-Aufnahme des James Webb-Weltraumteleskops